# Metionin
Metionin (Met, M) je α-aminokiselina kemijske formule HO2CCH(NH2)CH2CH2SCH3. Metionin 
je nepolarna esencijalna aminokiselina i jedina uz aminokiselinu cistein sadrži sumpor. 
Metioni je međuprodukt u biosintezi cisteina, karnitina, taurina, lecitina, fosfatidilkolina i drugih fosfolipida. 
U metabolizmu čovjeka služi u biokemijskim reakcijama kao donor metilne skupine.
Biosinteza metionina odvija se u stanicama biljaka i mikroorganizama iz aspartata i cisteina (čovjek je ne može sintetizirati nego je unosi prehranom). 
Metionin je jedna od dviju aminokiselina koja je kodirana samo jednim kodonom (AUG) u genskom kodu (uz triptofan, kodon UGG). Kodon AUG je značajan po tome što nosi poruku "start" za ribosome što označava početak translacije proteina s mRNK. To znači da je metionin ugrađen na N-terminalnu poziciju svih proteina eukariota i archaea za vrijeme translacije, a poslije je obično uklonjen nakon posttranslacijske modifikacije.